# یخ‌ماهی‌سانیان
یخ‌ماهی‌سانیان (نام علمی: Notothenioidei) نام یک زیرراسته از راسته سوف‌ماهی‌سانان است.در خون این ماهی‌ها  یک گلیکوپروتئین ضدیخ وجود دارد که از به وجود آمدن هرنوع کریستال یخ در بدنشان جلوگیری می‌کند.